# 大陆坡
大陆坡为向海一侧，从大陆架外缘较陡地下降到深海底的斜坡。展布于所有大陆周缘。大陆坡上界水深多在100～200米之间；下界一般渐变，约在1500～3500米水深处，在邻近海沟地带，下延至更深处。宽约20～100公里，面积2870万平方公里，占全球面积5.6％。

## 特征
坡度多为3～6°。大西洋型大陆边缘，陆坡常随水深增大变缓，下延为大陆隆；太平洋型大陆边缘，陆坡常随水深增大变陡，下延为海沟。太平洋陆坡平均坡度5°20′，大西洋陆坡平均坡度3°05′。大型三角洲的坡度最小；珊瑚礁的陆坡最陡。大陆坡呈单一斜坡，或台阶状，形成深海平坦面、边缘海台。
底质以泥为主，少量砂砾、生物碎屑。沉积物主要是陆源碎屑，比较细，在冰期海平面下降期间，大部分大陆架出露为陆，河流向前推进到陆坡顶部附近入海，大陆坡上粗粒沉积物增多。与山脉海岸相邻的狭窄陆架外的陡坡上，常出露岩石。基底为变薄的大陆型地壳。陆坡下部花岗岩层向大洋一侧逐渐变薄到消失；陆坡上有褶皱、断裂构造。

## 成因
陆坡是轻而浮起的大陆、重而深陷的洋底之间的过渡带。随着大陆裂开，其间形成狭窄的幼年海洋。新生洋壳高程低于两侧大陆，在大陆、新洋底之间形成陡峭的新生陆坡。
- 大西洋陆坡，曾是中生代以来联合古陆破裂形成的地块边壁，后在海底扩张、大陆漂开、边缘下沉过程中，经长期侵蚀沉积而成。生成不久，还没有为外力强烈改造的陆坡，沉积盖层微薄，构造与火山地形十分显著，坡度较陡。发育成熟的大西洋型陆坡，不规则的原始地形被巨厚沉积层覆盖，坡度平缓。
- 太平洋陆坡，发育与板块俯冲、仰冲有关，陆坡下部可有俯冲刮削形成的增生混杂岩体，褶皱、断裂明显，地形复杂。

## 类型
板块的分裂、聚合运动奠定了陆坡的基本格架。
- 断裂、陡崖型陆坡：主要受断裂作用，而侵蚀堆积作用较弱，多见岩阶、陡崖，如伊比利亚半岛西北侧陆坡。
- 前展堆积型陆坡：陆源物质充分，陆坡在强烈沉积下逐渐向洋推进，有的陆坡下部沉积层厚达10公里，美国大西洋一侧陆坡多属这种。
- 侵蚀型陆坡：沉积作用较弱，浊流、滑塌等作用导致基岩裸露，地形复杂，如在海底峡谷、滑坡发育的地区。
- 礁型陆坡：与珊瑚礁生长有关，陆坡陡峭，如尤卡坦半岛的陆坡。
- 底辟型陆坡，低密度的蒸发岩、泥层在深埋后形成底辟，陆坡沉积层变形，海底呈不规则形态，如墨西哥湾一带。